# Marte de Todi

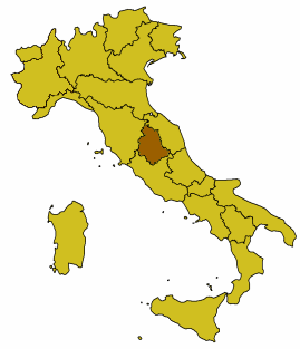
Ubicación de Todi, respecto a Italia, localidad donde se halló el Marte de Todi.

El Marte de Todi es una estatua etrusca, que data del siglo V a. C., que representa al dios guerrero Marte, practicando un ritual antes de la batalla.

## Lugar del hallazgo
Fue descubierta en 1835, sepultada junto a los muros del convento de Montesanto, muy próximo a la localidad italiana de Todi, perteneciente a la provincia de Perugia. La zona albergó un antiguo asentamiento etrusco. La estatua fue encontrada enterrada bajo lastras de travertino, y posiblemente fue alcanzada por un rayo.

## Autor
Se desconoce la autoría de la escultura, pero se sabe que fue donada al templo dedicado a Ares (dios greco-etrusco), por el ciudadano etrusco Ahal Trutitis.

## Estilo y características técnicas
- Esta escultura pertenece al arte etrusco, con influencia griega a semejanza de los hoplitas griegos
- Material: bronce de fundición
- Altura: 1,41 m
- Sujeta una lanza con la mano izquierda y una taza con la mano derecha
- La inscripción dedicatoria (donde explica quien la donó), se grabó en idioma umbro y en alfabeto etrusco
- Portaba un casco (no encontrado)
- Originariamente se apoyaba en un pedestal (no encontrado)
- Los ojos estaban trabajados en plata

## Conservación
Actualmente la pieza la se expone en los Museos Vaticanos, y los trozos de la lanza y la taza que portaba originariamente el guerrero se exponen aparte.